# Grafschaft Edessa

Grafschaft Edessa und die anderen Kreuzfahrerstaaten, 1135.

Die Grafschaft Edessa war einer der vier ursprünglichen Kreuzfahrerstaaten des 12. Jahrhunderts mit der Hauptstadt Edessa in der Osrhoene als Zentrum. Die kleinasiatische Stadt hat eine lange Geschichte und eine alte christliche Tradition.

## Gründung
Während des Ersten Kreuzzugs verließ Balduin von Boulogne, der Bruder des Anführers Gottfried von Bouillon, im Jahr 1098 den Hauptteil des Kreuzfahrerheeres, das sich südwärts Richtung Antiochia und Jerusalem bewegte, und wandte sich nach Osten auf Edessa zu, wo er den regionalen Herrscher Thoros dazu brachte, ihn als seinen Sohn und Erben zu adoptieren. Thoros war ein bei seinen armenischen Untertanen unbeliebter griechisch-orthodoxer Christ und fiel kurz nach der Adoption Balduins einem Mordanschlag zum Opfer, bei dem nicht geklärt ist, ob und inwieweit Balduin in ihn verwickelt war. Balduin wurde der neue Herrscher mit dem Titel eines Grafen, so wie er in Boulogne bereits genannt worden war.

## Geschichte
Im Jahre 1100 wurde Balduin König von Jerusalem, als sein Bruder Gottfried starb. Die Grafschaft Edessa gab er an Balduin von Bourcq weiter, einen nahen Verwandten (Neffen oder Vetter), der bei den Einwohnern der Stadt beliebt war und auch eine armenische Frau nahm.
Einer von Balduins wichtigsten Gefolgsleuten war Joscelin von Courtenay, den er zum Kommandeur der Festung Turbessel am Euphrat ernannte, eines wichtigen Außenpostens der Grafschaft gegen die Seldschuken.
Balduin wurde schnell in die Politik im nördlichen Syrien und Kleinasien verstrickt. Er half 1103 dabei, die Freilassung Bohemunds I. von Antiochien durch die Danischmenden sicherzustellen, und griff gemeinsam mit Antiochia Anfang 1104 das Byzantinische Reich in Kilikien an. Wenig später, in der Schlacht von Harran (7. Mai 1104), gerieten sowohl Balduin als auch Joscelin in Gefangenschaft der Muslime. Bohemunds Neffe Tankred von Tiberias wurde nun Regent in Edessa, bis Balduin und Joscelin 1107 freigelassen wurden, war dann aber nicht bereit, sein Amt aufzugeben, so dass Balduin sich mit lokalen muslimischen Regenten verbünden musste, um ihn zu vertreiben.
Im Jahr 1110 ging das gesamte Gebiet östlich des Euphrat an Mawdud von Mosul verloren, der diesem Erfolg jedoch, anders als sonst, keinen Angriff auf Edessa selbst folgen ließ, da er nun zu stark mit der Konsolidierung der eigenen Macht befasst war.
Nach dem Tod von Balduin I. von Jerusalem im Jahr 1118 wurde Balduin II. von Edessa dessen Nachfolger, da Eustach III. von Boulogne, der in Frankreich gebliebene Bruder des verstorbenen Balduin, den Titel in Jerusalem abgelehnt hatte. Edessa ging 1119 an Joscelin.
Joscelin I. von Edessa wurde 1122 erneut gefangen genommen, und als Balduin kam, um ihn zu befreien, erlitt dieser das gleiche Schicksal, so dass Jerusalem nun ohne König war. Joscelin gelang 1123 die Flucht und er erreichte Balduins Freilassung im Jahr darauf.

## Untergang
1131 starb Joscelin I. an den Folgen einer Verletzung, die er sich während einer Belagerung zugezogen hatte. Sein Nachfolger wurde sein Sohn Joscelin II. Zu dieser Zeit hatte Zengi Aleppo und Mosul unter seine Herrschaft gebracht und bedrohte verschiedene artuqidische und kurdische Herrschaftsgebiete. Joscelin II. reagierte auf einen Hilferuf des artuqidischen Herrschers von Hisn Kaifa und verließ mit einem großen Heer Edessa. Daraufhin belagerte Zengi ab dem 16. November 1144 die schutzlose Stadt und konnte sie am 24. Dezember des Jahres einnehmen, am 26. Dezember fiel auch die Zitadelle. In der Folge kam es zu einem Massaker an der Bevölkerung der Stadt. Ein armenischer Einwohner beschrieb, dass „die Muslime unbarmherzig Unmengen von Blut vergossen, sie hatten weder vor den alten Menschen Respekt, noch kannten sie Mitleid mit den unschuldigen, lämmergleichen Kindern“. Der Fall Edessas wurde zum Auslöser des Zweiten Kreuzzugs von 1146.
Joscelin regierte jetzt nur noch die Gebiete westlich des Euphrats rund um Turbessel, bis er 1149 in einer Schlacht durch Zengis Sohn Nur ad-Din gefangen genommen wurde. Er blieb in Gefangenschaft bis zu seinem Tod 1159. Seine Frau verkaufte die Reste der Grafschaft an den byzantinischen Kaiser Manuel I. Komnenos, jedoch wurden die ihr verbliebenen Festungen von Nur ad-Din und dem Sultan von Rum Mas'ud I. innerhalb eines Jahres weggenommen. Edessa war der erste Kreuzfahrerstaat, der entstand, und der erste, der wieder verloren ging.

## Geographie und Demographie
Edessa war nach dem Umfang der größte der Kreuzfahrerstaaten, nach der Einwohnerzahl der kleinste. Die Stadt Edessa hatte rund 10.000 Einwohner, der Rest der Grafschaft bestand fast ausschließlich aus Befestigungsanlagen.
Die Grafschaft erstreckte sich in ihrer größten Ausdehnung von Antiochia im Westen bis über den Euphrat hinaus und reichte im Norden bis an das Königreich Kleinarmenien. Im Süden und Osten lagen die mächtigen muslimischen Städte Aleppo und Mosul und die Dschazira, das Zweistromland, das ebenfalls nicht mehr zur Grafschaft gehörte.
Die Bewohner waren zumeist syrische Christen (Jakobiten) und armenische Christen, dazwischen einige griechisch-orthodoxe Christen und kurdische, turkmenische oder arabische Muslime. Obwohl die Zahl der Lateiner immer klein blieb, gab es einen katholischen Patriarchen.

## Grafen von Edessa, 1098–1149
- Balduin I. 1098–1100
- Balduin II. 1100–1118
- Joscelin I. 1118–1131
- Joscelin II. 1131–1149 († 1159)
- Joscelin III., Titulargraf ab 1159

Zur Genealogie der Grafen von Edessa siehe Grafschaft Boulogne, Herzogtum Rethel und Haus Courtenay